# Interactoom

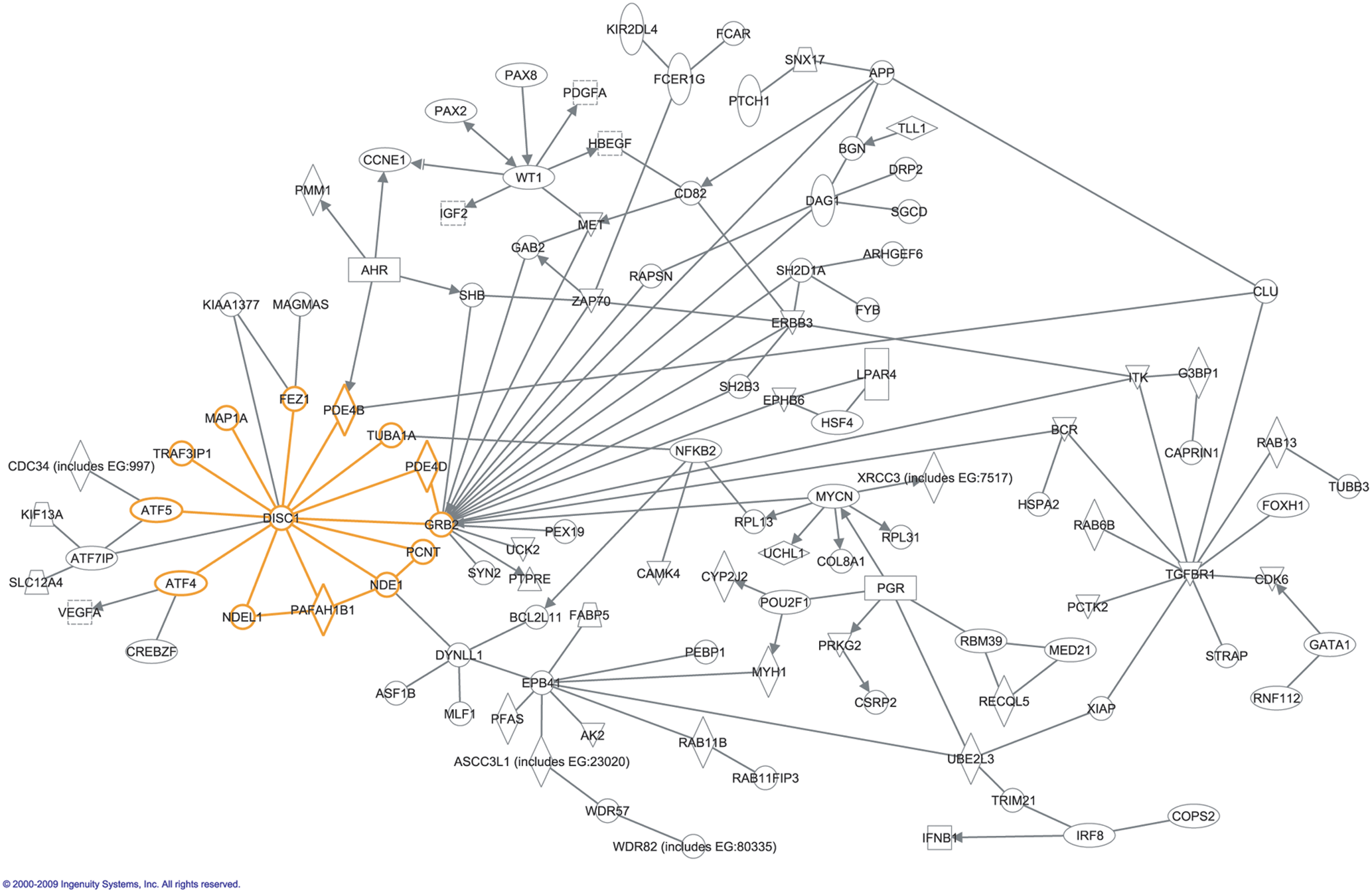
Interactoom van alle genen die samenhangen met het gen DISC1, dat van belang is bij bepaalde neurologische ziekten.

Het interactoom is het geheel aan macromoleculaire interacties dat plaatsvindt in een cel of organisme. Het interactoom wordt voornamelijk bepaald door eiwit-eiwit interacties en interacties tussen eiwitten en nucleïnezuurmoleculen (RNA's en DNA). Ook kan de term verwijzen naar interacties tussen genen (genetische interactie), die op een regulatoir niveau met elkaar samenhangen. Eiwitten staan voortdurend met elkaar in wisselwerking om signaaltransductie, stofwisselingsroutes en andere cellulaire processen te reguleren.
De term "interactoom" werd oorspronkelijk in 1999 bedacht door een groep Franse wetenschappers onder leiding van Bernard Jacq. Hoewel interactomen beschreven kunnen worden als biologische netwerken, moeten ze niet verward worden met andere netwerken op hogere organisatieniveaus, zoals neurale netwerken of voedselwebben.

## Experimentele methoden
Het onderzoeksgebied dat zich richt op bepaling en analyse van het interactoom, wordt interactomics genoemd. De basiseenheid van moleculaire netwerken in de cel is de eiwit-eiwitinteractie (PPI, van protein–protein interaction). Er bestaan veel methoden om PPI's te onderzoeken, maar slechts een paar daarvan zijn op grote schaal gebruikt om eiwitnetwerken in hun volledigheid in kaart te brengen.
De yeast two-hybrid-techniek (Y2H) is een klassieke en veelgebruikte methode om interacties tussen twee eiwitten te onderzoeken. Affiniteitszuivering gevolgd door massaspectrometrie is een alternatieve benadering, die geschikt is om hele eiwitcomplexen te identificeren. Beide technieken kunnen met hoge verwerkingssnelheid (high-throughput) interacties screenen. Een nadeel van Y2H is dat het ook interacties kan aantonen tussen eiwitten die in werkelijkheid nooit op hetzelfde moment of in hetdezelfde celcompartiment tot expressie komen: deze interacties zijn dan biologisch niet relevant. Affinity capture-massaspectrometrie heeft dit nadeel niet en wordt daarom gezien als de huidige gouden standaard.